# Sylvestre Radegonde
Sylvestre Radegonde (ur. 16 marca 1956 na La Digue) – seszelski polityk i dyplomata, od 2020 roku minister spraw zagranicznych i turystyki Seszeli.

## Życiorys
Ukończył studia podyplomowe z zakresu dyplomacji. Posiada także tytuł magistra w naukach dyplomatycznych, uzyskany na Uniwersytecie Westminster w Londynie.
Służbę jako dyplomata rozpoczął w 1976 roku. Pracował jako sekretarz generalny Indian Ocean Commission (IOC), a także jako Wysoki Komisarz Seszeli w Kuala Lumpur. Następnie był ambasadorem w Belgii, a także ambasadorem dobrej woli przy Ministerstwie Spraw Zagranicznych. W 2005 roku został szefem wydziału turystyki w biurze prezydenta Seszeli. Rok później został dyrektorem zarządzającym Eden-Island Development.
Od 2007 roku pracował w DHL Clinical Trials Logistics.
W 2017 roku został ambasadorem Seszeli we Francji. Rok później został mianowany ambasadorem nadzwyczajnym w Monako. W 2019 roku otrzymał akredytację do bycia ambasadorem Seszeli w Federacji Rosyjskiej.
3 listopada 2020 roku Zgromadzenie Narodowe zaakceptowało jego kandydaturę na stanowisko ministra spraw zagranicznych i turystyki. Za jego kandydaturą opowiedziało się 30 deputowanych, nikt nie był przeciw. 16 listopada tego samego roku został zaprzysiężony.